# Rambo Tapui
Faimalo Rambo Tapui III (Pago Pago, 3 luglio 1986) è un allenatore di calcio ed ex calciatore samoano americano, di ruolo attaccante, tecnico del Pago Youth.

## Carriera

### Club
In carriera ha giocato 3 partite in OFC Champions League e 5 partite nei turni preliminari della medesima manifestazione.

### Nazionale
Tra il 22 ed il 26 novembre 2011 ha giocato 3 partite in nazionale, tutte in partite di qualificazione ai Mondiali del 2014.

## Statistiche

### Cronologia presenze e reti in nazionale
| Cronologia completa delle presenze e delle reti in nazionale ― Samoa Americane | Cronologia completa delle presenze e delle reti in nazionale ― Samoa Americane | Cronologia completa delle presenze e delle reti in nazionale ― Samoa Americane | Cronologia completa delle presenze e delle reti in nazionale ― Samoa Americane | Cronologia completa delle presenze e delle reti in nazionale ― Samoa Americane | Cronologia completa delle presenze e delle reti in nazionale ― Samoa Americane | Cronologia completa delle presenze e delle reti in nazionale ― Samoa Americane | Cronologia completa delle presenze e delle reti in nazionale ― Samoa Americane |
| Data                                                                           | Città                                                                          | In casa                                                                        | Risultato                                                                      | Ospiti                                                                         | Competizione                                                                   | Reti                                                                           | Note                                                                           |
| ------------------------------------------------------------------------------ | ------------------------------------------------------------------------------ | ------------------------------------------------------------------------------ | ------------------------------------------------------------------------------ | ------------------------------------------------------------------------------ | ------------------------------------------------------------------------------ | ------------------------------------------------------------------------------ | ------------------------------------------------------------------------------ |
| 22-11-2011                                                                     | Apia                                                                           | Samoa Americane                                                                | 2 – 1                                                                          | Tonga                                                                          | Qual. Mondiali 2014                                                            | -                                                                              | 87’                                                                            |
| 24-11-2011                                                                     | Apia                                                                           | Samoa Americane                                                                | 1 – 1                                                                          | Isole Cook                                                                     | Qual. Mondiali 2014                                                            | -                                                                              | 73’                                                                            |
| 26-11-2011                                                                     | Apia                                                                           | Samoa                                                                          | 1 – 0                                                                          | Samoa Americane                                                                | Qual. Mondiali 2014                                                            | -                                                                              | 55’                                                                            |
| Totale                                                                         |                                                                                | Presenze                                                                       | 3                                                                              |                                                                                | Reti                                                                           | 0                                                                              |                                                                                |